# Schamgar
Schamgar (hebräisch שַׁמְגַּר, in mehreren deutschen Übersetzungen einschließlich der Lutherübersetzungen 1535–1912 Samgar) gehört zu den Richtern des Alten Testaments.
Im Buch der Richter wird nur kurz über Schamgar berichtet:
„Nach ihm (Ehud) kam Schamgar, der Sohn Anats. Der erschlug sechshundert Philister mit einem Ochsenstecken, und auch er errettete Israel.“ (Ri 3,31 )
Neben dieser Erwähnung wird sein Name auch in Ri 5,6  erwähnt.
In der Reihenfolge der Richter folgt auf Schamgar Debora.

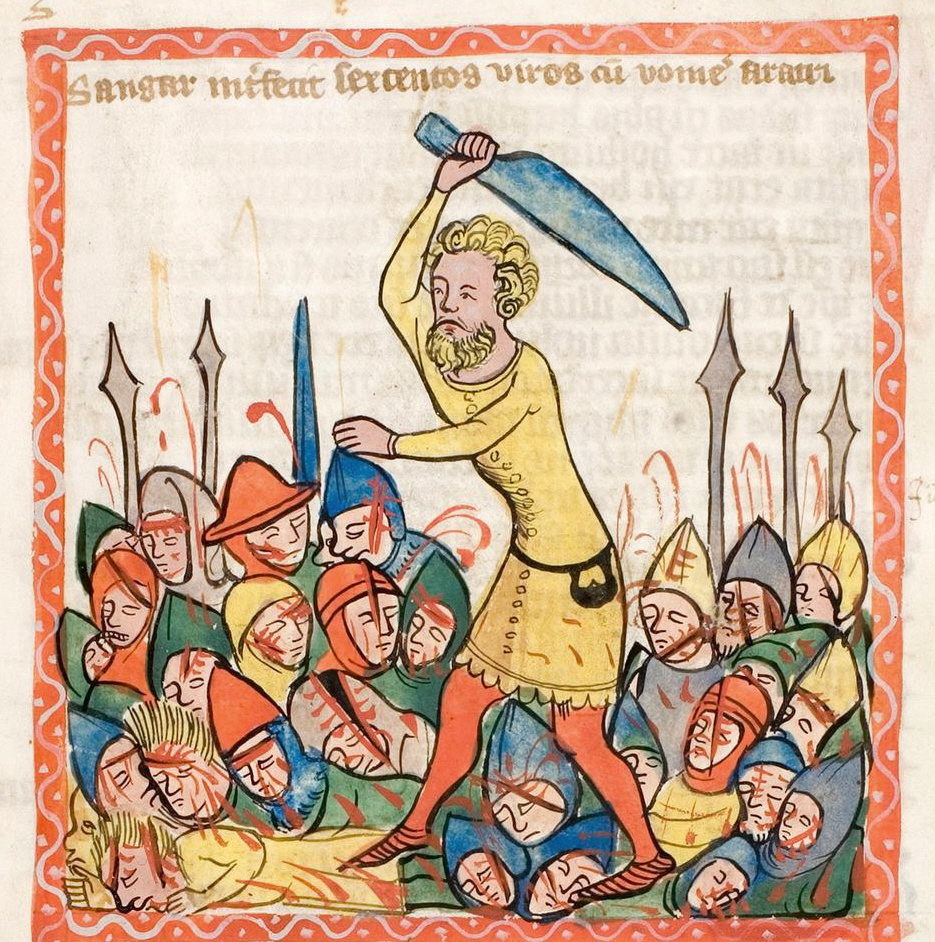
Schamgar in einer Handschrift des Speculum Humanae Salvationis, um 1360